# Національна дорога 30 (Польща)
Національна дорога 30 (пол. Droga krajowa nr 30, DK30) — національна дорога GP класу в південно-західній частині Нижньосілезького воєводства, довжиною 65.5 км , що проходить по Судецькому передгір'ю. Дорога є останнім прямим сполученням доріг DK3 і DK94 перед державним кордоном, хоча вона не веде до самого державного кордону.

## Важливі міста вздовж маршруту DK30
- Єндржиховіце (A4, DK94)
- Згожелець
- Лагув
- Пісаржовіце
- Любань
- Ольшина — кільцева дорога
- Беджиховиці
- Грифів-Шльонський
- Радонюв — кільцева дорога
- Єленя-Гура (DK3) — об'їздна